# Ifni
Ifni là một tỉnh của Tây Ban Nha trên bờ biển Đại Tây Dương của Maroc, phía nam Agadir và đối diện Quần đảo Canary.

## Lịch sử
Sự hiện diện của Tây Ban Nha trong khu vực có thể bắt nguồn từ một khu định cư có tên Santa Cruz de la Mar Pequeña, được thành lập vào năm 1476. Sau các cuộc tấn công của người Berber, Tây Ban Nha quyết định tập trung vào việc chiếm đóng các khu vực khác ở Bắc Phi và từ bỏ khu vực.
Vào giữa thế kỷ 19, khi các cường quốc châu Âu tìm lại châu Phi để lấy tài nguyên, Tây Ban Nha bất ngờ quan tâm đến pháo đài cuối thời trung cổ đã mất của mình để đưa ra yêu sách cho phần phía nam của Maroc. Điều này phục vụ như một cái cớ cho một cuộc chiến ngắn với Maroc vào năm 1859.
Lãnh thổ và thị trấn chính của Sidi Ifni được nhượng lại cho Tây Ban Nha bởi Vương quốc Hồi giáo Maroc vào ngày 26 tháng 4 năm 1860, nhưng có rất ít quan tâm đến việc mua lại thuộc địa này cho đến năm 1934, khi Tổng đốc của Sahara thuộc Tây Ban Nha đã lên cư trú.
Cho đến năm 1952, vùng Ifni có tư cách là vùng bảo hộ. Trong năm nay, khu vực này đã trở thành một phần của Tây Phi thuộc Tây Ban Nha (thực thể tập hợp các thuộc địa Sahara thuộc Tây Ban Nha và Cape Juby).
Sau chiến tranh Ifni (1957), phần lớn lãnh thổ đã bị Maroc chiếm đóng de facto. Năm 1958, thuộc địa đã được biến thành một tỉnh của Tây Ban Nha để lâm vào sự chỉ trích của Liên Hợp Quốc về việc tiếp tục thuộc địa.
Tây Ban Nha chính thức trả lại lãnh thổ cho Maroc vào ngày 30 tháng 6 năm 1969.

## Tem bưu chính

Tem bưu chính của Ifni năm 1956.

Tây Ban Nha bắt đầu phát hành tem bưu chính của Ifni vào năm 1941, ban đầu in đè lên tem Tây Ban Nha bằng chữ "TERRITORIO DE IFNI", sau đó phát hành thiết kế mới vào năm 1943. Các vấn đề tiếp theo với tốc độ khoảng mười mỗi năm với lần cuối vào ngày 23 tháng 11 năm 1968. Hầu hết là phổ biến và thường được nhìn thấy không sử dụng hơn sử dụng.